# Grosourdya appendiculata
Grosourdya appendiculata är en orkidéart som först beskrevs av Carl Ludwig von Blume, och fick sitt nu gällande namn av Heinrich Gustav Reichenbach. Grosourdya appendiculata ingår i släktet Grosourdya och familjen orkidéer. Inga underarter finns listade i Catalogue of Life.